# Nieuwevaart (Gent)
De R40a is een weg in de Belgische stad Gent. De weg ligt op de noordelijke oever van het Verbindingskanaal, gegraven in 1863, en maakt deel uit van het noordelijke stuk van de Gentse stadsring dat dient voor het verkeer van oost naar west. Het verkeer in de andere richting gaat via de Gasmeterlaan op de zuidelijke kanaaloever en ook een onderdeel van de stadsring R40. De R40a is precies 2 kilometer lang en heeft de straatnaam Nieuwevaart.

## Geschiedenis
De straat, vroeger Nijverheidslaan, werd aangelegd op de noordelijke oever van de Verbindingsvaart. Ten noorden vestigden zich op het eind van verschillende fabrieken, aanvankelijk vooral textielbedrijven.

## Bezienswaardigheden
- Het beschermde fabrieksgebouwencomplex Vynckier en Vyncolit, voormalige textielfabrieken
- De beschermde site van de voormalige katoenspinnerij La Nouvelle Orléans

## Trivia
Op de officiële lijst van de wegnummering van België staat 'Nieuwevaart' foutief als 'Nieuwe Vaart'
R-wegen:
R0 · R1 · R2 · R3 · R4 (R4a · R4z) · R5 (R5a) · R6 · R7 · R8 · R9 · R10 · R11 (R11a) · R12 · R13 · R14 · R15 · R16 · R18 · R20 (R20a · R20b) · R21 (R21a · R21b · R21c · R21d) · R22 (R22a · R22z) · R23 (R23z) · R24 · R25 · R26 · R27 (R27a) · R30 (R30a · R30b) · R31 · R32 · R33 · R34 · R35 · R36 (R36z) · R40 (R40a) · R41 · R42 · R43 · R50 · R51 · R52 · R53 · R54 · R55 · R61 (R61a) · R62 · R70 · R71 · R72 · R73
N-wegen die (gedeeltelijk) een ringweg omvatten:
N1 · N3 · N4 · N6 · N7 · N8 · N9 · N13 · N17 · N27 · N27a · N28 · N29 · N31 · N32 · N34 · N35 · N36 · N37 · N38 · N39 · N41 · N44 · N46 · N47 · N49 · N50 · N55 · N60 · N60d · N70 · N71 · N72 · N73 · N75 · N76 · N78 · N80 · N81 · N82 · N90 · N92 · N113 · N153 · N203 · N203a · N390 · N405 · N416 · N441 · N473 · N498 · N556 · N700 · N712 · N712b · N717 · N722 · N725 · N748 · N750 · N769 · N967